# Parasyrphus melanderi
Parasyrphus melanderi är en tvåvingeart som först beskrevs av Charles Howard Curran 1925.  Parasyrphus melanderi ingår i släktet buskblomflugor, och familjen blomflugor. Inga underarter finns listade i Catalogue of Life.